# Жизнь Ларри
«Жизнь Ларри» (англ. The Life of Larry) — американский мультипликационный фильм 1995 года, дебют Сета Макфарлейна. В этом мультфильме впервые появляются основные прототипы будущего мультсериала «Гриффины».

## Сюжет
Эпизод начинается не-анимационно: Сет Макфарлейн рассказывает о предстоящем мультфильме и о его персонажах.
Мы знакомимся с семьёй Каммингсов (англ. Cummings): главой семьи, лентяем и растяпой Ларри, его женой Лоис, их сыном, маленьким и толстым подростком по имени Милт, и циничным говорящим псом Стивом.
Ларри чувствует, что их семейные отношения с Милтом как-то затухают, поэтому он призывает на помощь Стива, и вместе они придумывают, как можно вернуть былую сыновью привязанность.

## Создатели
Режиссёр: Сет Макфарлейн
Продюсеры: Дэвис Дои, Шерри Гюнтер и Ларри Хьюбер
Автор сценария: Сет Макфарлейн
Роли озвучивали: Сет Макфарлейн, Ньют Гингрич (камео, во врезке) и Хан Чанг
Композиторы: Рон Джоунс, Боди Чендлер и Гэри Лайонелли
Монтаж: Уильям Е. ДеБуа, Пол Дуглас, Джина Ламар и Джон Форрест Нисс

## История создания
Мультфильм «Жизнь Ларри» был создан Сетом Макфарлейном в 1995 году, в качестве дипломной работы, когда он учился в Род-Айлендском Институте Дизайна.
Его куратор, вдохновлённый произведением, предложил этот мультфильм мультипликационной студии Hanna-Barbera, которая с удовольствием выпустила его в эфир.
Воодушевлённый успехом, спустя два года Макфарлейн создал продолжение — мультфильм «Ларри и Стив». Этот мультфильм был показан в передаче The Cartoon Cartoon Show канала Cartoon Network. Исполнительные продюсеры канала FOX, посмотрев оба мультфильма, предложили Макфарлейну создать мультсериал, с участием главных героев — Ларри, который превратился в Питера Гриффина, и Стива, ставшего Брайаном.
На пилотную серию нового мультсериала Сету выделили 50 000 долларов, и тот представил своё творение через полгода, как и обещал. Первая серия пришлась руководству канала по душе, и был заключён новый контракт, по которому Сет Макфарлейн должен был создать первый сезон «Гриффинов», состоящий из тринадцати эпизодов. Сумма контракта составила 2 000 000 долларов за мультипликационный сезон.